# Ivan Hedqvist
Carl Ivan Engelbert Hedqvist, född den 8 juni 1880 i Gottröra i Stockholms län, död den 23 augusti 1935 i Stockholm, var en svensk skådespelare och regissör.

## Biografi
Hedqvist var först engagerad vid Hjalmar Selanders teatersällskap 1901–1902, vid Svenska Teatern i Helsingfors 1902–1904, 1904–1906 vid Stora Teatern i Göteborg, vid Svenska teatern i Stockholm 1906–1909, vid Dramatiska teatern 1909–1919, varefter han 1922–1925 återkom till Svenska teatern i Stockholm, verkade 1926–1927 vid Oscarsteatern och återvände till Dramatiska teatern 1927–1932.
Hedqvist var 1911–1913 regissör vid Skansens friluftsteater, där han 1914–1918 var chef. Han gästspelade i Oslo, Helsingfors och Göteborg, och företog även egna turnéer i landsorten och ägnade sig med framgång även åt filmen, även som regissör.
Bland hans roller märks Oidipus, kungen i Hamlet, Jago i Othello, Shylock i Köpmannen i Venedig, Tartuffe, Holofernes i Judith, Lövborg i Hedda Gabler, Mäster Olof, Olaus Peteri i Gustav Vása, Göran Persson i Erik XIV, Karl XII, Maurice i Brott och brott, Higgins i Pygmalion, brukspatron Teolodr i Dunungen, Krona i På borga gård, Carolus Rex, Niccolò d'Este i Parisina, Tokeramo i Taifun, kammarherren i Moral, Jacob i Innanför murarna och fadern i Graven under triumfbågen.
År 1916 tilldelades han medaljen Litteris et Artibus. Ivan Hedqvist framförde Alfred Tennysons dikt Nyårsklockan på Skansen vid nyårsfirandet 1917.

## Filmografi (urval)

### Roller
- 1910 – Bröllopet på Ulfåsa
- 1910 – Regina von Emmeritz och Konung Gustaf II Adolf
- 1910 – Emigrant
- 1911 – Järnbäraren
- 1919 – Dunungen
- 1920 – Carolina Rediviva
- 1921 – De landsflyktige
- 1922 – Det omringade huset
- 1922 – Vem dömer
- 1923 – Johan Ulfstjerna
- 1924 – Livet på landet
- 1925 – Ingmarsarvet
- 1926 – Hon, den enda
- 1926 – Flickorna Gyurkovics
- 1926 – Till Österland
- 1926 – Farbror Frans
- 1927 – Ungdom
- 1927 – Bara en danserska
- 1930 – Hjärtats röst
- 1930 – Vi två
- 1930 – Doktorns hemlighet
- 1932 – Värmlänningarna

### Regi
- 1919 – Dunungen
- 1920 – Carolina Rediviva
- 1921 – Vallfarten till Kevlaar
- 1924 – Livet på landet

## Teater

### Roller (ej komplett)

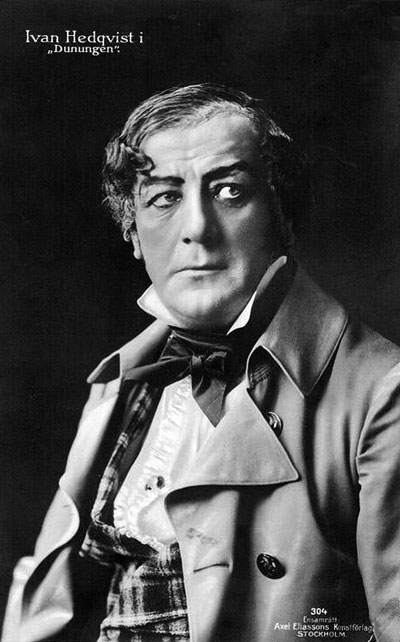
Ivan Hedqvist i Dunungen 1919.

| År   | Roll                         | Produktion                                              | Regi             | Teater                     |
| ---- | ---------------------------- | ------------------------------------------------------- | ---------------- | -------------------------- |
| 1906 |                              | Livet på landet Fritz Reuter                            |                  | Svenska teatern, Stockholm |
| 1906 |                              | Gurre Holger Drachmann                                  |                  | Svenska teatern, Stockholm |
| 1906 |                              | Småborgare Maksim Gorkij                                |                  | Svenska teatern, Stockholm |
| 1907 |                              | Kronbruden August Strindberg                            | Victor Castegren | Svenska teatern, Stockholm |
| 1907 | Octavius Robinson            | Mannen och hans överman George Bernard Shaw             |                  | Svenska teatern, Stockholm |
| 1907 |                              | Johannes Hermann Sudermann                              |                  | Svenska teatern, Stockholm |
| 1907 | Olaus Petri                  | Mäster Olof August Strindberg                           |                  | Svenska teatern, Stockholm |
| 1908 |                              | En vintersaga William Shakespeare                       |                  | Svenska teatern, Stockholm |
| 1908 |                              | Under epåletten Arthur Bernède                          |                  | Svenska teatern, Stockholm |
| 1908 | Mr Praed                     | Mrs Warrens yrke George Bernard Shaw                    |                  | Svenska teatern, Stockholm |
| 1908 | Octavius                     | Mannen och hans överman George Bernard Shaw             |                  | Svenska teatern, Stockholm |
| 1908 | Assessorn                    | Dörren på glänt Oscar Blumenthal och Gustav Kadelburg   |                  | Svenska teatern, Stockholm |
| 1909 | Junker Karl                  | Bjälbojarlen August Strindberg                          | Victor Castegren | Svenska teatern, Stockholm |
| 1909 | William Smythe, kyrkoherde   | Tjänaren i huset Charles Rann Kennedy                   | Victor Castegren | Svenska teatern, Stockholm |
| 1909 | Kammarherren                 | Moral Ludwig Thoma                                      |                  | Svenska teatern, Stockholm |
| 1922 | Beredet                      | Den leende fru Madeleine André Obey och Denys Amiel     | Olof Molander    | Dramaten                   |
| 1922 | Morfadern                    | Den objudna gästen Maurice Maeterlinck                  | Olof Molander    | Dramaten                   |
| 1922 | Lord Porteous                | Cirkeln W. Somerset Maugham                             | Gustaf Linden    | Dramaten                   |
| 1922 | Olaus Petri                  | Gustav Vasa August Strindberg                           | Gunnar Klintberg | Svenska teatern, Stockholm |
| 1923 | Henri Gerome, målare         | Lilla modellen Rudolf Eger                              | Gunnar Klintberg | Svenska teatern, Stockholm |
| 1924 |                              | Lyckoriddaren Runar Schildt                             | John W. Brunius  | Svenska teatern, Stockholm |
| 1924 | Fadern                       | Graven under Triumfbågen Paul Raynal                    | Gunnar Klintberg | Svenska teatern, Stockholm |
| 1926 | Nicolaus Callén, litteratör  | Moloch Erik Lindorm                                     | John W. Brunius  | Oscarsteatern              |
| 1926 | Fadern                       | Graven under triumfbågen Paul Raynal                    | Gunnar Klintberg | Oscarsteatern              |
| 1927 | Charles                      | Hennes sista bedrift Frederick Lonsdale                 | Pauline Brunius  | Oscarsteatern              |
| 1927 | George Grafton, Carries bror | Bättre folk Avery Hopwood och David Gray                | Pauline Brunius  | Oscarsteatern              |
| 1929 | Georges Duval                | Kameliadamen Alexandre Dumas d. y.                      | Olof Molander    | Dramaten                   |
| 1932 | Cyrus Blottom                | Pickwick-klubben František Langer efter Charles Dickens | Olof Molander    | Dramaten                   |

### Regi
| År   | Produktion                        | Upphovsmän                                 | Teater                  |
| ---- | --------------------------------- | ------------------------------------------ | ----------------------- |
| 1911 | Värmlänningarna                   | Fredrik August Dahlgren och Andreas Randel | Skansens friluftsteater |
| 1912 | Värmlänningarna                   | Fredrik August Dahlgren och Andreas Randel | Skansens friluftsteater |
| 1913 | Engelbrekt Engelbrektsson         | Axel Berggren                              | Skansens friluftsteater |
| 1914 | Timmerflottare Tukkijoella        | Teuvo Pakkala                              | Skansens friluftsteater |
| 1915 | Gustaf Adolf                      | A Hackenberg                               | Skansens friluftsteater |
| 1915 | Tattare                           | Oscar Wennersten                           | Skansens friluftsteater |
| 1915 | Mats och Peter och Prinsessan     | John Bauer                                 | Skansens friluftsteater |
| 1916 | Peder Rank och hans fästmö        | Olof Hermelin                              | Skansens friluftsteater |
| 1916 | Pelle Snygg och barnen i Snaskeby | Ivan Hedqvist                              | Skansens friluftsteater |
| 1917 | Gluntarna                         | Axel Berggren                              | Skansens friluftsteater |
| 1918 | Gluntarna                         | Axel Berggren                              | Skansens friluftsteater |

## Bilder

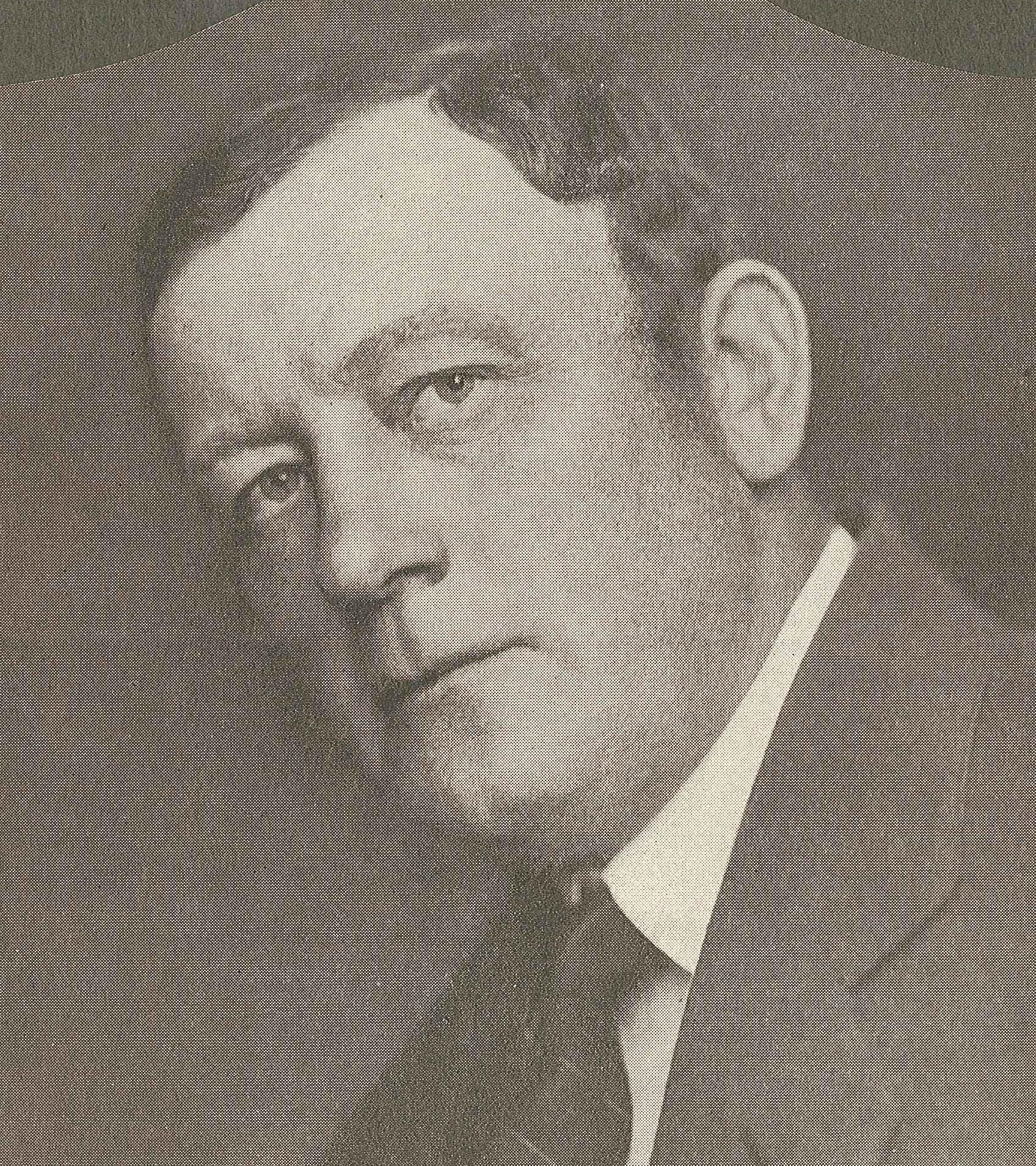
Ivan Hedqvist på 1910-talet.
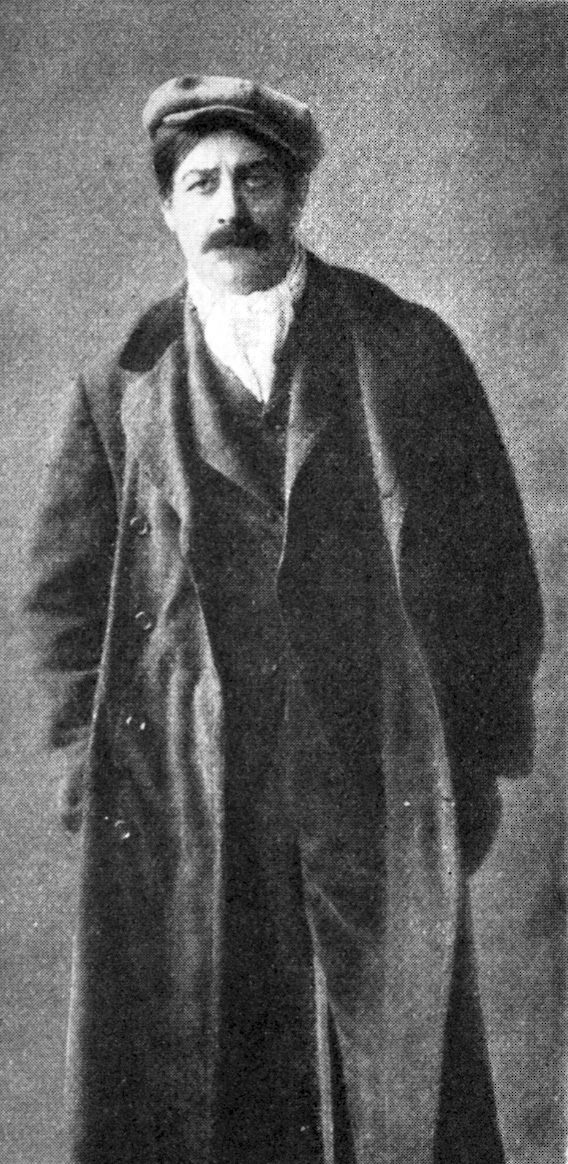
Ivan Hedqvist som arbetarledare i Kamp av John Galsworthy på Dramaten 1912.
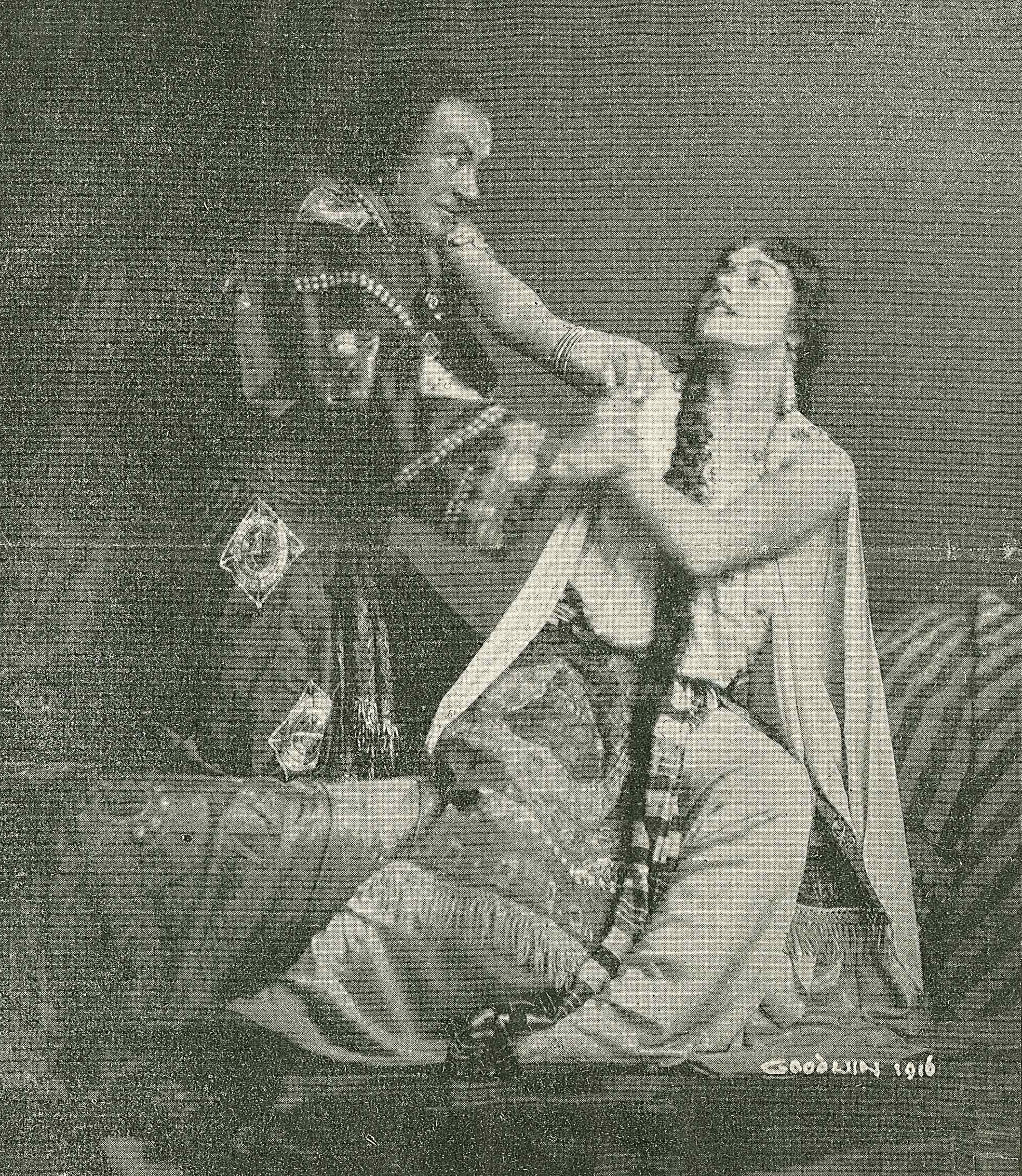
Ivan Hedqvist och Signe Kolthoff Judith på Dramaten 1916.